# Robert Cushman Murphy
Robert Cushman Murphy (Brooklyn, Nueva York, Estados Unidos, 29 de abril de 1887 - Stony Brook, 20 de marzo de 1973) fue un ornitólogo, biólogo y cartógrafo estadounidense y conservador de aves del Museo Americano de Historia Natural. Escribió más de 600 artículos científicos sobre ornitólogia y varios libros, como Aves oceánicas de América del Sur y Ballenero bergatín Daisy. Dirigió la expedición que redescubrió el Petrel de las Bermudas y participó en varias expediciones al Atlántico Sur. El Distrito Escolar de Central Village fue renombrado Robert Cushman Murphy Junior High School en su honor, al igual que los Picos Murphy, ubicados en las Islas Georgias del Sur. La mayoría de sus trabajos personales se encuentran archivados en la sede de la Sociedad Filosófica Americana de Filadelfia y en la Universidad de Stony Brook.

## Biografía
Nació el 29 de abril de 1887 en Brooklyn en Nueva York, hijo de Thomas Murphy y Augusta Cushman. Se graduó en 1911 de ornitólogo en la Universidad de Brown. Entre 1912 y 1913 escribió Ballenero bergatín Daisy y en 1936 publicó Aves oceánicas de América del Sur. En 1936 Murphy fue galardonado con la Medalla Daniel Giraud Elliot por la Academia Nacional de Ciencias y en 1939 fue elegido miembro de la Real Unión de Ornitólogos de Australasia. Después de retirarse y mudarse a Old Field en Nueva York, en 1957, junto con otros ciudadanos de Long Island, incluyendo a Archibald Roosevelt, inició una demanda para detener el uso del DDT. Falleció el 20 de marzo de 1973 en Stony Brook.